# فرودگاه شهری فریمونت (میشیگان)
فرودگاه شهری فریمونت (میشیگان) (به انگلیسی: Fremont Municipal Airport (Michigan)) یک فرودگاه همگانی بهره‌برداری هوایی است که یک باند فرود آسفالت دارد و طول باند آن ۱۹۸۱ متر است. این فرودگاه در کشور ایالات متحده آمریکا قرار دارد و در ارتفاع ۲۳۵ متری از سطح دریا واقع شده است.